# Historisches Archiv zum Tourismus
Das Historische Archiv zum Tourismus (HAT, englisch Historical Archive on Tourism) ist ein Archiv für historische Dokumente über Tourismus und Reiseverkehr in Berlin. Es macht dieses Material für die Forschung und Lehre sowie für Medien, Touristik und das Ausstellungswesen zugänglich.
Den Grundstock des 1987 an der Freien Universität Berlin ins Leben gerufenen Archivs bilden größere zeithistorische Sammlungen aus der Tourismusbranche und der staatlichen Tourismuswerbung, die durch Ankäufe und Spenden erweitert wurden. Insgesamt umfasst der Bestand rund 800 Regalmeter. Das HAT ist damit die größte Sammlung dieser Art in Europa. Einen großen Teil machen Prospekte und andere Werbematerialien (sogenannte Ephemera) sowie eine umfangreiche Zeitschriftensammlung aus.
Des Weiteren liegt eine Fülle von Literatur vor:
- tourismuswissenschaftliche Literatur (seit ca. 1900)
- Reiseführer (Grieben, Meyers Reisebücher, Baedeker etc.)
- Sog. Graue Literatur (Tagungsberichte, tourismuspolitische Konzepte, Sales-Guides u. a.)
- Länderkunden
- schöngeistige Literatur
- Reiseberichte und Itinerarien aus „vortouristischer“ Zeit
- Statistiken

Hinzu kommen zahlreiche weitere Materialien wie private Fotoalben, Plakate, Tonbänder, Videos, Akten und Karten. Der zeitliche Schwerpunkt liegt im 19. und 20. Jahrhundert; die ältesten Stücke stammen aus dem 17. Jahrhundert. Der räumliche Schwerpunkt liegt im deutschsprachigen Raum, die Sammlung umfasst jedoch alle Kontinente.
Der Zeitschriftenbestand (ca. 250 Periodika mit mehreren tausend Bänden) ist nahezu vollständig in einer Datenbank erfasst, der Buchbestand derzeit zu rund drei Viertel (ca. 13.000 Titel). In der Datenbank kann nur vor Ort recherchiert werden; Auszüge und der gesamte Datensatz (in verschiedenen Formaten) finden sich aber auf der Archivseite im Internet.
Die wissenschaftliche Erschließung und Betreuung des Bestands wurde durch Mittel der Volkswagen-Stiftung ermöglicht und wurde danach durch die Willy Scharnow-Stiftung gefördert. Dem Archiv angegliedert war die 1988 gegründete Arbeitsgruppe Tourismusgeschichte, die erste Wissenschaftsvereinigung dieser Art.
Nach der Einstellung des Studiengangs Tourismuswissenschaft an der Freien Universität Berlin 2009 wurde das Archiv an das Zentrum Technik und Gesellschaft und das Center for Metropolitan Studies der Technischen Universität Berlin übergeben. Die Leitung hatte viele Jahre der Historiker und Soziologe Hasso Spode inne. Seit 2023 ist das Archiv Teil des Projekts Mittelstand-Digital Zentrum Tourismus und wird von Stadthistoriker Andreas Jüttemann und Geograph Bartosz Klimek betreut.